# WWTC
WWTC („The Patriot“) ist eine konservative Talkradio-Station in der Metropolregion Minneapolis–Saint Paul. WWTC ist die älteste Station ihrer Art in den Twin Cities und ging 2001 auf Sendung. Sie gehört zu den konservativen Talkradios der Salem Media Group und wird konzernintern auf Platz 2 der „Market Ratings“ gelistet. Schwesterstationen in der Metropolregion, die ebenfalls zum Salem Konzern gehören, sind KDIZ, KKMS und KYCR.
WWTC sendet auf Mittelwelle (MW) 1280 kHz. Der Sender ist für eine Leistung von 5 kW lizenziert.
Der Heimatforscher Jeff Lonto schrieb 1998 ein Buch über WWTC mit dem Titel Fiasco At 1280, in dem er die Fehlentscheidungen der Station in den 1980ern darlegt.